# لمیر (اسالم)
لمیر یک روستا در ایران است که در استان گیلان واقع شده‌است.